# Fotografie (Giusy Ferreri)
Fotografie è il secondo album in studio della cantautrice italiana Giusy Ferreri. Il disco è stato pubblicato il 20 novembre 2009 e contiene esclusivamente cover di note o meno note canzoni italiane e straniere.

## Descrizione
La pubblicazione è stata anticipata dal singolo Ma il cielo è sempre più blu, entrato in rotazione radiofonica il 23 ottobre e in vendita dal 6 novembre.
L'album viene pubblicato in anteprima su iTunes il 13 novembre 2009.
Questo secondo disco vede la partecipazione di Tiziano Ferro come produttore artistico e adattore dei testi delle cover in italiano. La produzione dell'album è iniziata nel giugno 2009 per poi finire tre mesi dopo, a settembre.
L'album contiene una versione in italiano del brano "Vilarejo", firmato dalla cantante brasiliana Marisa Monte.
Per tutte le cover tradotte è stato rispettato il testo originale tranne per Dy-na-mi-tee, poi tradotta come Miss Dinamite, dove il testo è stato ironicamente modificato per adattarlo alla personalità della Ferreri.
Dal 15 gennaio 2010 entrano in rotazione radiofonica ben due singoli Come pensi possa amarti e Il mare verticale.
Il 5 maggio 2010 viene reso noto che il quarto singolo estratto dall'album è una nuova versione del brano Ciao amore ciao nella quale la cantante duetta "virtualmente" con Luigi Tenco. Questa novità, che ha entusiasmato i fan, risulta possibile grazie all'appoggio e all'autorizzazione della famiglia Tenco.
Per l'occasione viene anche realizzato un video girato in una villa a Sirmione per la regia di Gaetano Morbioli: si tratta però della versione dell'album, senza la voce di Tenco. In una conferenza stampa la cantante spiega che la mancanza di tempo e la difficoltà nel reperire filmati nelle teche Rai che non fossero l'esibizione di Tenco al Festival di Sanremo hanno reso obbligatoria tale scelta.
L'inizio della rotazione radiofonica della versione con Luigi Tenco prende il via il 7 maggio 2010.
L'11 maggio 2010 è pubblicata la Deluxe Edition di Fotografie su iTunes, contenente oltre alle tracce già citate il nuovo duetto con il cantautore scomparso Luigi Tenco, la canzone rivisitata Ciao amore ciao.

## Tracce
CD (CD RCA 88697602572 (Sony) / EAN 0886976025724)
1. Ciao amore ciao – 3:25 (Luigi Tenco)
2. La magia è la mia amante (I Was Made to Love Magic) – 3:12 (Tiziano Ferro, Nick Drake)
3. Il mare verticale – 4:14 (Andrea Franchi, Matteo Buzzanca, Paolo Benvegnù)
4. Ma il cielo è sempre più blu – 4:39 (Rino Gaetano)
5. Estate – 3:07 (Bruno Brighetti, Bruno Martino)
6. Come pensi possa amarti (Como quieres que te quiera) – 4:22 (Tiziano Ferro, Manuel Ramirez)
7. E di amare te – 3:17 (Vito Pallavicini, Charles Aznavour)
8. Con una rosa – 4:29 (Vinicio Capossela)
9. Piccolo villaggio (Vilarejo) – 3:32 (Tiziano Ferro, Carlinhos Brown, Marisa Monte, Arnaldo Antunes, Pedro Baby)
10. Besame mucho – 2:51 (Consuelo Velázquez)
11. Yesterdays – 3:25 (Jerome Kern, Otto Harbach)

Durata totale: 40:33
iTunes bonus Track
1. Miss Dinamite (Dy-Na-Mi-Tee) - Ms. Dynamite - 03:09

iTunes Deluxe Edition
1. Ciao amore ciao con Luigi Tenco  - Luigi Tenco/Dalida - 03:35

## Formazione
- Giusy Ferreri – voce
- Christian "Noochie" Rigano – tastiera, programmazione, pianoforte, Fender Rhodes
- Davide Tagliapietra – chitarra elettrica, programmazione, chitarra acustica, basso, batteria
- Riccardo Onori – chitarra, programmazione

## Tour

### Date
Di seguito elencate le date del Fotografie tour:
- 31 maggio 2010 Osimo (Ancona)
- 1º giugno 2010 Formia (Latina)
- 6 giugno 2010 Bacoli (Napoli)
- 7 giugno 2010 Torremaggiore (Foggia)
- 13 giugno 2010 Mercato S. Severino (Salerno)
- 4 luglio 2010 Cittadella del Film Festival Belgrado
- 7 luglio 2010 Centro Commerciale Gotico Piacenza
- 9 luglio 2010 Molo Sant'Angelo Ischia (Napoli)
- 11 luglio 2010 Pride Village Padova
- 14 luglio 2010 Piacenza
- 15 luglio 2010 Festival Lunaria Recanati (Macerata)
- dal 21 al 25 Villasimius con Radio Italia Live
- 4 agosto 2010 Zungri (Vibo Valentia)
- 6 agosto 2010 Francofonte (Siracusa)
- 7 agosto 2010 Tropea (Vibo Valentia)
- 11 agosto 2010 Roccaraso (Aquila)
- 13 agosto 2010 Vasto (Chieti)
- 15 agosto 2010 Delianuova (Reggio Calabria)
- 17 agosto 2010 Casignana (Reggio Calabria)
- 22 agosto 2010 Forte dei Marmi (Lucca)
- 28 agosto 2010 Brolo (Messina)
- 29 agosto 2010 Turi (Bari)
- 4 settembre 2010 Corleone (Palermo)
- 5 settembre 2010 Campofelice di Roccella (Palermo)
- 10 settembre 2010 Pinerolo (Torino)
- 18 settembre 2010 Pontedera (Pisa)
- 27 settembre 2010 Trabia (PA)
- 29 settembre 2010 Castello Sforzesco di Milano
- 1º ottobre 2010 Priolo Gargallo (SR)
- 15 ottobre 2010 blu note Milano (2 set acustici. 1° ore 21.00/2° ore 23.30)
- 16 ottobre 2010 blu note Milano (2 set acustici. 1° ore 21.00/2° ore 23.30)
- 8 novembre 2010 Gradisca D'Isonzo (GO)

### Scaletta
- La magia è la mia amante
- Con una rosa
- Novembre
- Come pensi possa amarti
- Il mare verticale
- Linguaggio immaginario
- La scala (the ladder)
- Pensieri
- Cuore assente (the la la song)
- Ma che freddo fa
- Piove
- Stai fermo lì
- Una ragione di più
- Bèsame mucho
- Miss dinamite
- Il party
- Ma il cielo è sempre più blu
- Senza promesse
- Into a swan
- In assenza
- Ciao amore ciao
- Non ti scordar mai di me

## Successo commerciale
Fotografie, alla sua pubblicazione, con tre giorni di rilevamento della FIMI in chiusura, ha debuttato alla 10ª posizione della Classifica FIMI Album ed ha mantenuto tale posizione anche la settimana seguente.
In occasione dei Wind Music Awards 2010 a Giusy Ferreri è stato consegnato dalla GFK il disco d'oro per l'album Fotografie. Nel corso della 34ª settimana del 2010, grazie alla Deluxe Edition, l'album è stato certificato disco di platino dalla Federazione Industria Musicale Italiana per le oltre 70 000 copie vendute.

## Classifiche
| Classifica (2009) | Posizione massima |
| ----------------- | ----------------- |
| Italia            | 10                |
| Grecia            | 16                |
| Svizzera          | 87                |

### Classifiche di fine anno
| Classifica (2009) | Posizione |
| ----------------- | --------- |
| Italia            | 67        |
| Classifica (2010) | Posizione |
| Italia            | 95        |